# Xuân Thủy (nhạc sĩ)
Xuân Thủy (tên đầy đủ là Nguyễn Xuân Thủy) sinh năm 1970 tại Đức Thọ, Hà Tĩnh, là một nhạc sĩ, nhà giáo, chính trị gia Việt Nam, được tặng danh hiệu Nhà giáo ưu tú (2014). Anh đã từng giữ chức Hiệu trưởng trường Đại học Văn hóa Nghệ thuật quân đội, nay là Đại tá, Phó Cục trưởng Cục Tuyên huấn, Tổng cục Chính trị, Quân đội nhân dân Việt Nam.

## Tiểu sử và sự nghiệp
Xuân Thủy sinh ra trong gia đình không có truyền thống âm nhạc. Bố là giáo viên dạy Hóa và mẹ giáo viên dạy Văn.
Năm 1983, khi mới 13 tuổi, Xuân Thủy nhập ngũ, trở thành thiếu sinh quân và theo học chuyên ngành Violin tại Trường Nghệ thuật Quân đội (nay là Trường Đại học Văn hóa Nghệ thuật Quân đội).
Năm 1995, từ một giảng viên cộng tác, Xuân Thủy đảm nhận vai trò quản lý tại Trường Đại học Văn hóa Nghệ thuật Quân đội. Anh truyền cảm hứng để học trò phát huy thế mạnh, khả năng sáng tạo và luôn đặt mục tiêu "đào tạo điều Quân đội và xã hội cần" lên hàng đầu.
Từ lao động nghệ thuật cho đến công tác đào tạo, Xuân Thủy luôn tận tâm và nghiêm khắc với nghề trong đó các đề tài sáng tác về lực lượng vũ trang và chiến tranh cách mạng giúp anh tạo dấu ấn riêng.
Bên cạnh hoạt động sáng tác, Xuân Thủy còn chơi nhiều nhạc cụ, như đàn violon, trống, guitar, bass. Anh còn viết khí nhạc, làm công việc phối khí, chỉ huy dàn nhạc. Ở mảng nào anh cũng có những thành tựu đáng kể, được đồng nghiệp nể trọng và khán giả quý mến.
Tháng 3 năm 2022, Xuân Thủy được vinh danh trong Con đường âm nhạc của VTV.
Tháng 12 năm 2023, từ cương vị Hiệu trưởng Trường Đại học Văn hóa Nghệ thuật quân đội, Xuân Thủy được điều động và bổ nhiệm làm Phó Cục trưởng Cục Tuyên huấn.
Năm 2024, trong chuyên mục Văn học - Nghệ thuật, VTV đã khắc họa những nét chính trong cuộc đời hoạt động của anh trong phóng sự Nghệ sĩ - Chiến sĩ Nguyễn Xuân Thủy.

## Sáng tác

### Ca khúc
- Về Hà Tĩnh người ơi
- Lời con muốn nói
- Đôi miền sông quê
- Nhớ Bác
- Mây à! mây ơi!
- Tượng đài chiến thắng
- Lời ru nguồn cội
- Dậy về thôi đồng đội ơi
- Em - mùa xuân,
- Sắc xuân
- Qua miền thương nhớ...

## Giải thưởng
- Huy chương Vàng tại Hội diễn Nghệ thuật chuyên nghiệp toàn quân năm 2014 với ca khúc "Nhớ Bác".
- Giải A Giải thưởng văn học nghệ thuật, báo chí về đề tài Lực lượng vũ trang và Chiến tranh cách mạng 5 năm (2014-2019) với ca khúc "Tượng đài chiến thắng".

## Vinh danh
- Nhà giáo ưu tú, năm 2014
- Con đường âm nhạc - VTV thực hiện tháng 3 năm 2022
- Phóng sự Nghệ sĩ - Chiến sĩ Nguyễn Xuân Thủy của VTV (Chuyên mục Văn học - Nghệ thuật) phát sóng vào đầu năm 2024